# Kraut-und-Rüben-Radweg
Der Kraut-und-Rüben-Radweg ist ein Radweg in der Pfalz in Rheinland-Pfalz. Er verläuft von Bockenheim an der Weinstraße in südlicher Richtung nach Schweigen-Rechtenbach und hat eine Länge von etwa 140 Kilometern.

## Anlage
Der Kraut-und-Rüben-Radweg ist als landwirtschaftlicher Themenradweg angelegt, wodurch er auch seinen Namen erhalten hat. Er führt vorbei an Landwirtschaftlichen Nutzflächen wie Gemüse- und Getreidefeldern, Obstplantagen und Weinbergen. Er verläuft fast parallel zum Radweg Deutsche Weinstraße, hat aber nicht solche Steigungen und ist daher auch für Kinder geeignet.
An den „Kraut-und-Rüben-Radweg-Stationen“ befinden sich Direktanbieter von regionalen landwirtschaftlichen Produkten und Spezialitäten. „Bett+Bike“-Betriebe, die vom Allgemeinen Deutschen Fahrrad-Club zertifiziert sind, bieten Übernachtungen an.
Etwa 40 Höfe, Gastronomieeinrichtungen und Dienstleister entlang der Strecke haben die „Interessengemeinschaft Kraut und Rüben Radweg e. V.“ gegründet. Die Mitgliedsbetriebe, die sich regelmäßiger Qualitätskontrolle unterziehen, sind durch Hofschilder gekennzeichnet.

## Verlauf
Der Radweg beginnt in Bockenheim an der Weinstraße auf einer Höhe von etwa 150 m ü. NN, führt dann nach Weisenheim am Sand und Ellerstadt auf eine Höhe von etwa 100 m ü. NN und endet in Schweigen-Rechtenbach auf einer Höhe von etwa 200 m ü. NN.
Stationen des Radweges sind:
Bockenheim an der Weinstraße – Grünstadt – Freinsheim – Deidesheim – Niederkirchen bei Deidesheim – Haßloch – Neustadt an der Weinstraße – Duttweiler – Zeiskam – Offenbach an der Queich – Herxheim – Kandel – Schweigen-Rechtenbach.

## Sehenswürdigkeiten
Entlang der Strecke oder in der Nähe befinden sich bekannte Sehenswürdigkeiten wie
- das Haus der Deutschen Weinstraße in Bockenheim an der Weinstraße
- das Dürkheimer Riesenfass in Bad Dürkheim
- die Villa Rustica und der Kurpfalz-Park in Wachenheim  an der Weinstraße
- das 3F Deutsches Museum für Foto-, Film- und Fernsehtechnik in Deidesheim
- der Holiday Park in Haßloch
- das Hambacher Schloss in Neustadt an der Weinstraße
- die Kirche St. Georg in Kandel
- das Deutsche Weintor in Schweigen-Rechtenbach